# Verdiana Masanja
Verdiana Grace Masanja (née Kashaga, le 12 octobre 1954) est une mathématicienne et physicienne tanzanienne, spécialisée en dynamique des fluides. Elle est la première femme tanzanienne titulaire d'un doctorat en mathématiques. Au-delà des mathématiques, elle a également publié sur l'éducation et la participation des femmes aux sciences.

## Éducation
Verdiana Masanja est née à Bukoba, à l'époque faisant partie du territoire sous tutelle des Nations Unies du Tanganyika. Elle est étudiante à l'école secondaire Jangwani Girls de Dar es Salam puis à l'université de Dar es Salam, obtenant un diplôme en mathématiques et physique en 1976 et une maîtrise en 1981. Son mémoire de maîtrise est intitulé Effect of Injection on Developing Laminar Flow of Reiner–Philippoff Fluids in a Circular Pipe. 
Elle obtient une deuxième maîtrise en physique puis un doctorat en mathématiques à l'université technique de Berlin. Sa thèse, intitulée A Numerical Study of a Reiner – Rivlin Fluid in an Axi-Symmetrical Circular Pipe, a été supervisée conjointement par Wolfgang Muschik et Gerd Brunk.  

## Carrière
Verdiana Masanja devient chargée de cours à l'université de Dar es Salam alors qu'elle est étudiante en maîtrise. Après son doctorat en Allemagne, elle y est nommée professeure et elle enseigne à la faculté de l'université jusqu'en 2010. Elle commence à enseigner également à l'université nationale du Rwanda en 2006, et y est nommée professeure en 2007. Elle devient directrice de la recherche de l'université, et vice-chancelier adjoint et conseillère à l'université de Kibungo au Rwanda. En 2018, elle retourne en Tanzanie en tant que professeure de mathématiques appliquées et d'informatique à l'Institut africain Nelson Mandela des sciences et technologies (en) à Arusha.
Elle est professeure invitée à l'université de technologie de Lappeenranta, en Finlande de 2003 à 2015, et à l'université Busitema de Tororo, en Ouganda, de 2017 à 2019. 

## Prix et distinctions
Elle reçoit de l'université de Dar es Salam le Golden Outstanding Award pour ses contributions à l'enseignement des mathématiques en Tanzanie n 2011.
Masanja a été vice-présidente de l'Union mathématique africaine pour l'Afrique de l'Est, a présidé la Commission de l'Union mathématique africaine sur les femmes en mathématiques en Afrique et le Tanzania Education Network, et a été coordinatrice nationale pour l'éducation des femmes en mathématiques en Afrique,.   
Masanja est rédactrice en chef du Rwanda Journal .   